# Sky Wings
Sky Wings war eine griechische Fluggesellschaft mit Sitz in Athen und Basis auf dem Flughafen Athen.

## Geschichte
Sky Wings Airlines wurde 2004 als Fluggesellschaft für den Charterverkehr zwischen Großbritannien und den griechischen Inseln gegründet. Seit Juli 2011 bot sie auch Linienflüge von Athen nach Kiew und Lwiw in der Ukraine an. Anfang November 2012 stellte die Fluggesellschaft den Betrieb ein und Khors Air Company übernahm die Flüge nach Kiew.

## Flotte
Mit Stand März 2012 bestand die Flotte der Sky Wings aus sieben Flugzeugen:
- 1 Airbus A320-200
- 4 Avro RJ100
- 2 McDonnell Douglas MD-83